# Michael Bruce Ross
Michael Bruce Ross (26 de julio de 1959 – 13 de mayo de 2005) fue un asesino en serie estadounidense. Murió ejecutado por inyección letal en el estado de Connecticut, que supuso la primera ejecución en toda Nueva Inglaterra desde 1960.

## Primeros años
Ross nació en Putnam (Connecticut) hijo de Patricia Hilda Laine y Dan Graeme Ross. Creció en una granja de Brooklyn, Connecticut. Su familia estaba desestructurada ya que su madre había abandonado la familia para ser ingresada en una institución mental. Algunos miembros de la familia así como amigos habían sospechado que el pequeño Michael había sufrido abusos sexuales por parte de su tío, que se suicidaría cuando Ross tenía tan solo seis años.
Desde siempre se mostró como un tipo brillante con un coeficiente intelectual de 122, y fue perfectamente en la escuela. Posteriormente iría a la Universidad Cornell estudiando economía agrícola. Pero, paralelo a esto, empezaría con sus desequilibrios mentales, cometiendo su primera violación y poco después su primer asesinato.

## Cadena de asesinatos
Entre 1981 y 1984, violó y mató a ocho mujeres de entre 14 y 25 años en Nueva York y Connecticut.
Su listado de víctimas es el siguiente (siete de las ocho mujeres había sido violadas previamente): 
- Dzung Ngoc Tu, 25, estudiante de la Universidad de Cornell, asesinada el 12 de mayo de 1981.
- Tammy Williams, 17, de Brooklyn, Connecticut asesinada el 5 de enero de 1982
- Paula Perrera, 16, de Wallkill, Nueva York, asesinada en marzo de 1982
- Debra Smith Taylor, 23, de Griswold, asesinada el 15 de junio de 1982
- Robin Stavinsky, 19, de Norwich, Connecticut, asesinada en noviembre de 1983
- April Brunias, 14, de Griswold, asesinada el 22 de abril de 1984
- Leslie Shelley, 14, de Griswold, asesinada el 22 de abril de 1984
- Wendy Baribeault, 17, de Griswold, asesinada el 13 de junio de 1984

En 1983, también había violado a Vivian Dobson (de 21 años), aunque ésta logró escapar. En un principio, tras la denuncia de Vivian, se rechazó la posibilidad de que Ross fuera el violador de la chica ya que no tenían cargos ni confesión del detenido. Pero, cuando fue detenido nuevamente, Ross confesó todos los crímenes y fue juzgado y sentenciado por cuatro de ellos. Sería sentenciado a la pena de muerte el 6 de julio de 1987, y estuvo en el corredor de la muerte 18 años. Durante su permanencia en prisión, se convirtió en un ferviente católico y escribió varios artículos para diversas publicaciones. Aunque era contrario a la pena capital, Ross intentó acelerar su propia ejecución para evitar que los familiares de sus víctimas continuaran sufriendo.